# Thyreomelecta bidentata
Thyreomelecta bidentata là một loài Hymenoptera trong họ Apidae. Loài này được W. F. Kirby mô tả khoa học năm 1899.